# Мезьокьовешд ШЕ
Мезьокьовешд ШЕ (на унгарски: Mezőkövesdi Sport Egyesület, (унгарско произношение ˈmɛzøːkøvɛʒd) еунгарски футболен клуб от град Мезьокьовешд, област Боршод-Абауй-Земплен.

## История
Основан на 31 януари 1975 година.
Домакинските си мачове играе на „Градския стадион“ в Мезьокьовешд
Дебютира във Висшата лига на Унгария през сезон 2013/14.

## Предишни имена
| Години      | Име                                                                         |
| ----------- | --------------------------------------------------------------------------- |
| 1975 – 1989 | „Мезьокьовешд Мункаш СЕ“ Mezőkövesdi Munkás SE                              |
| 1989 – 2007 | „Мезьокьовешд СЕ“ Mezőkövesdi SE                                            |
| 2007 – 2013 | „Мезьокьовешд-Жори Шпортегешюлет (СЕ)“ Mezőkövesd-Zsóry Sportegyesület (SE) |
| 2013 – 2018 | „Мезьокьовешд Жори ФК“ Mezőkövesd Zsóry Futball Club (FC)                   |
| 2018 –      | „Мезьокьовешд Шпорт Егешюлет (СЕ)“ Mezőkövesdi Sport Egyesület (SE)         |

## Успехи
- Първа унгарска футболна лига:
  - 4-то място (1): 2019/20
- Купа на Унгария по футбол:
  -  Финалист (11): 2019/20
- Втора лига:
  -  Победител (1): 2012/13 (зона Изток)